# Hans-Jürgen Gerhardt
Hans-Jürgen Gerhardt (n. 5 septembrie 1954, Altenburg, Republica Democrată Germană) este un bober german, medaliat olimpic. A participat la o ediție a Jocurilor Olimpice (1980) în care a câștigat o medalie de aur și o medalie de argint.